# Усадьба

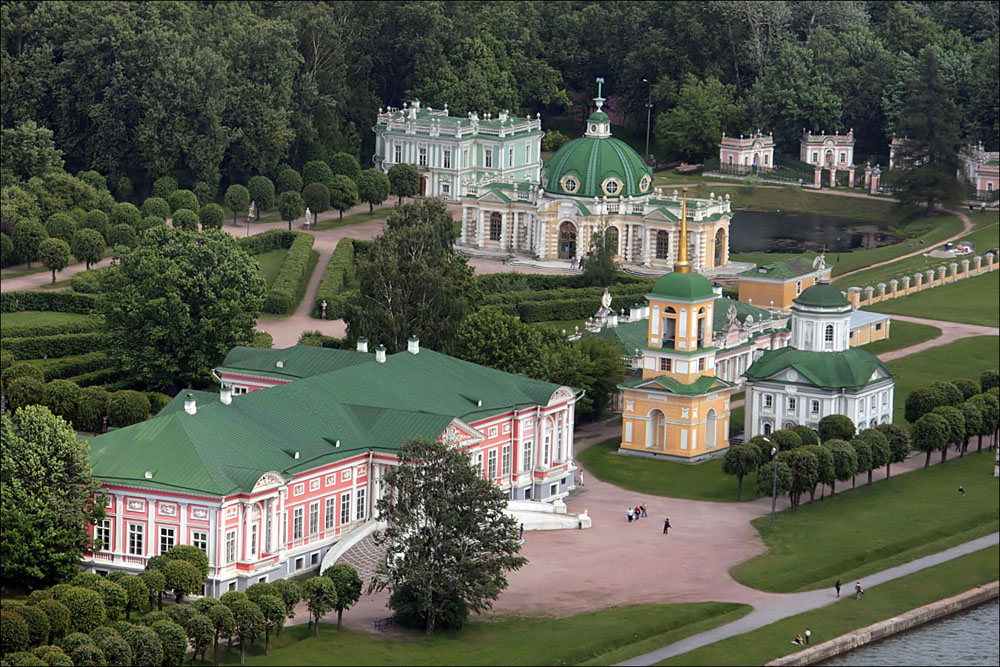
Усадьба Кусково, принадлежавшая графам Шереметевым

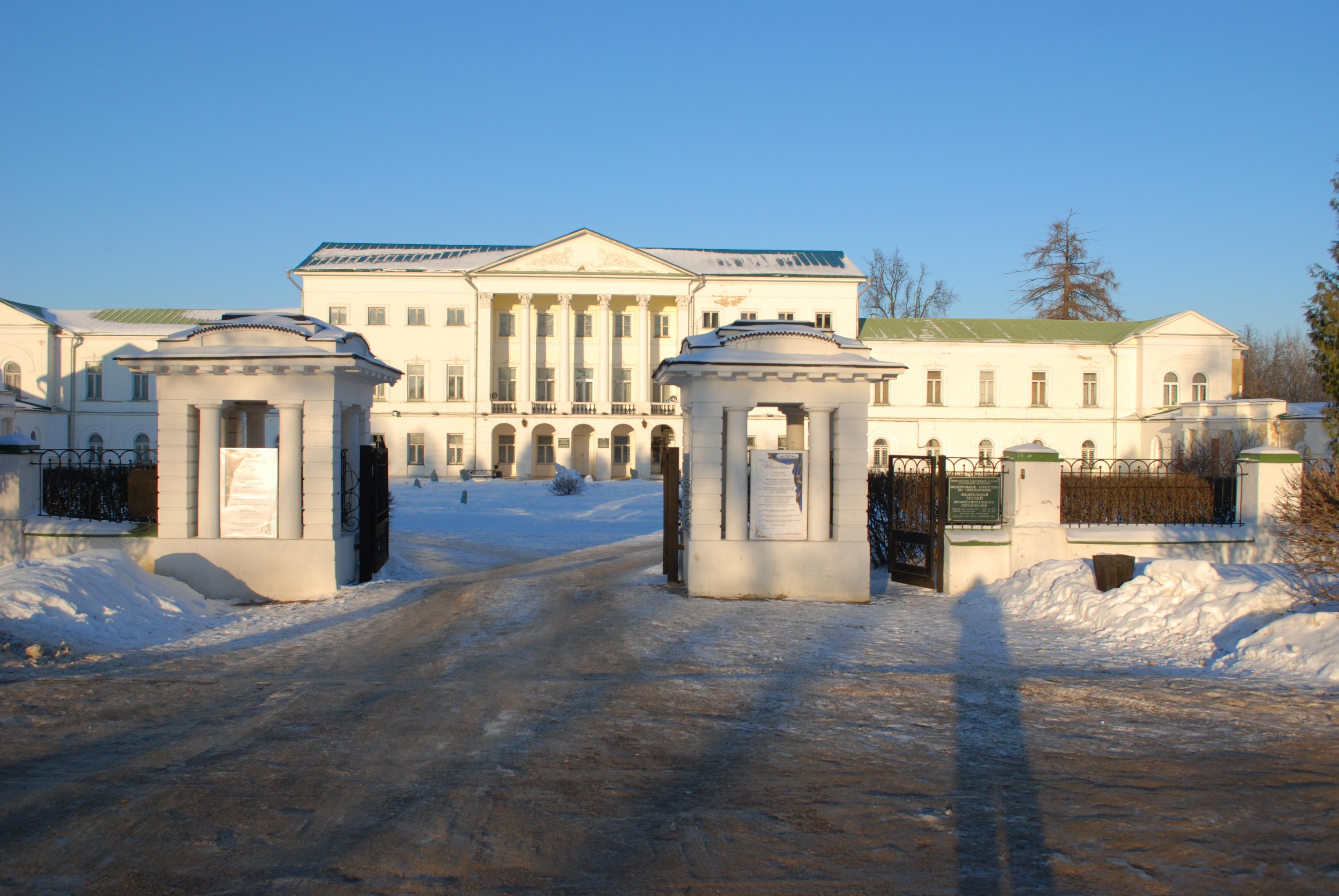
Усадьба графа А. А. Закревского «Ивановское»

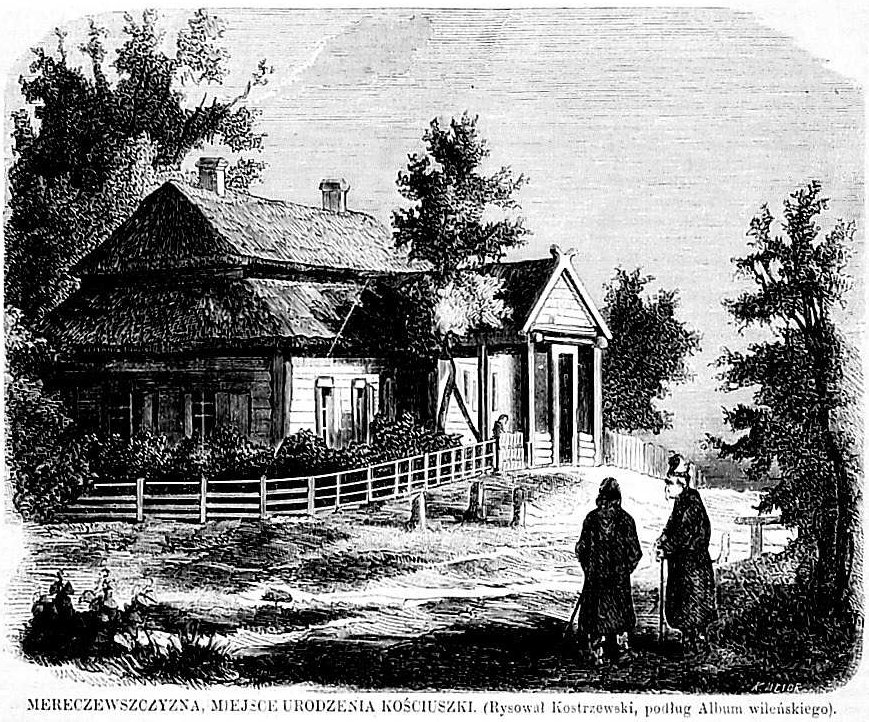
Усадьба Т. Костюшко в предместье Меречевщина в Белоруссии

Уса́дьба (от «садить», «сажать») — в русской архитектуре отдельное поселение, комплекс жилых, хозяйственных, парковых и иных построек, а также, как правило, усадебный парк, составляющих единое целое. 
Усадьбы появляются в XV веке в Московском государстве и связаны с системой поместья, когда помещик строил дом в деревне и окружал себя домочадцами. В Толковом словаре живого великорусского языка Владимира Даля написано что дом помещичий, в деревне, усадьба, и вся усадьба, дом и двор со всеми у́хожами — Селитьба, поселенье, селенье.

## История термина
В древности существовал ряд терминов, производных от слов сад, садить. И.И. Срезневский отмечал следующие значения:
1. вышивать: «садили жемчугом», «сажен яхонтом»;
2. сажать деревья: «дерево сажено», «сад», «садовник» в современном понимании;
3. садиться за стол;
4. завладевать престолом: «брат твой выехал, а ты сидиши в Киеве»[4].

Подавляющее большинство этих понятий имеют оттенок постоянности, прочности, неподвижности. От этого же корня произошел термин «усадьба». В XVI веке и позже усадьбы назывались усадищи, значительно реже ― усады. В.И. Даль в своем словаре отметил, что усадище, усад ― среднерусского происхождения, а усадьба — западного, и что оба понятия означают господский двор на селе со всеми строениями, садом и огородом. Оба исследователя указали на первое упоминание усадища в документах: в отдельной книге июня 1536 зафиксирован раздел вотчины князей Оболенских между родственниками в Бежецком уезде. Из текста выясняется, что при селе Дгино было усадище.

## Виды усадеб
Выделяют следующие основные категории, имеющие ряд особенностей, влияющих на внешний облик русских усадеб:
- боярские усадьбы XVII века
- помещичьи усадьбы XVIII—XIX веков
- городские усадьбы XVIII—XIX веков
- крестьянские усадьбы[8]

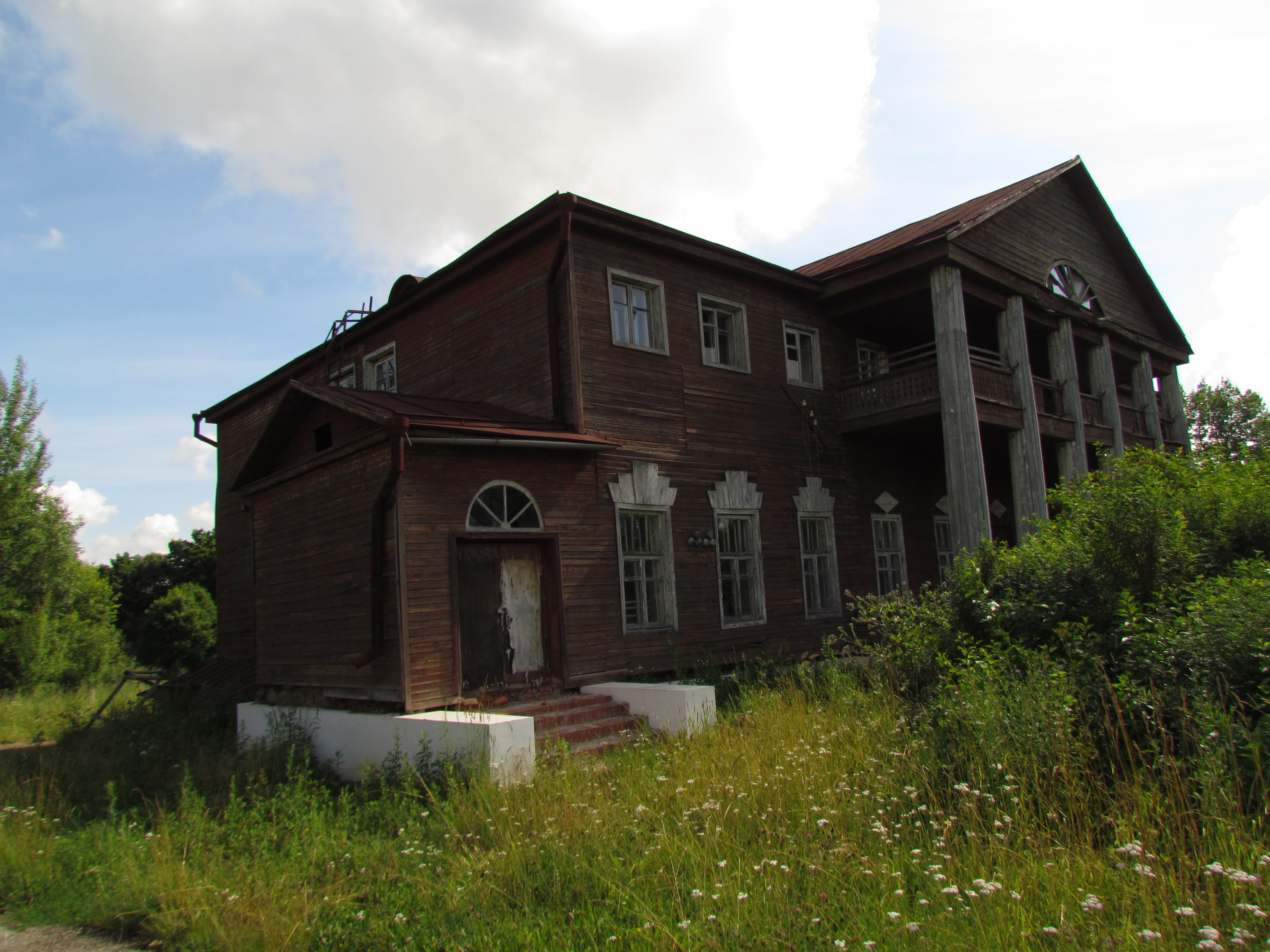
Усадьба Кудрявцевых в Калужской области. Типичная для начала XIX века усадьба мелкопоместного дворянства.

В состав классической барской усадьбы обычно входили барский дом, несколько флигелей, конюшня, оранжерея, постройки для прислуги и др. Парк, примыкающий к усадьбе, чаще всего носил ландшафтный характер, часто устраивались пруды, прокладывались аллеи, строились беседки, гроты и т. п. В крупных усадьбах нередко строилась церковь.
Городские дворянские усадьбы, характерные для Москвы, в меньшей степени для Санкт-Петербурга, губернских городов, как правило, включали господский дом, «службы» (конюшню, сараи, помещения для прислуги), небольшой садик.
Многие русские усадьбы были построены по оригинальным проектам известных архитекторов, в то же время немалая часть строилась по «типовым» проектам. В усадьбах, принадлежавших известным собирателям и коллекционерам, нередко сосредотачивались значительные культурные ценности, собрания произведений изобразительного и декоративно-прикладного искусства.
Ряд усадеб, принадлежавших известным меценатам, получил известность как важные центры культурной жизни (например, Абрамцево, Талашкино). Другие усадьбы прославились за счет знаменитых владельцев (Тарханы, Болдино  [Мураново] ).
После Октябрьской революции 1917 года владельцами были оставлены русские дворянские усадьбы, большая часть из которых подверглась разграблению и дальнейшему запустению. Значительную часть книжных собраний и ценных произведений искусства удалось спасти и поместить в библиотеки и музеи. В ряде выдающихся усадеб в годы советской власти были созданы музеи (Архангельское, Кусково, Останкино и др.), в том числе мемориальные («Ясная Поляна», «Музей-заповедник Карабиха» и др.).
По сведениям Национального фонда «Возрождение русской усадьбы» в России на конец 2007 года насчитывалось около 7 тысяч усадеб, являющихся памятниками истории и архитектуры, причём около двух третей из них находятся в разрушенном состоянии.

### Восстановление Москвы после пожара 1812 года
После пожара 2—6 сентября 1812 года, когда древняя русская столица выгорела почти на 3/4, было принято решение о восстановлении города и помощи пострадавшим. В первую очередь необходимо было обеспечить пострадавших москвичей жильем. В феврале 1813 года российский император Александр I учреждает 
«Комиссию для строения в Москве». За архитектурное отделение отвечал Осип Бове, за инженерное — Егор Челиев. В восстановлении города приняли участие также архитекторы Доменико Жилярди, Афанасий Григорьев и другие. В основу жилищного строительства легли альбомы с типовыми проектами зданий, в том числе и усадебного типа. Готовые архитектурные решения позволяли возводить постройки быстро и с минимальными затратами. Заказчик сам выбирал понравившийся ему проект сообразно вкусам и финансовым возможностям. Вероятно, это единственный пример столь широкомасштабной усадебной городской застройки согласно единому замыслу. План  был настолько удачным, что уже к 1816 году основной жилищный фонд Москвы удалось восстановить.

### Усадьбы России
- Усадьбы и особняки Иркутска
- Усадьбы Подмосковья
- Усадьбы Смоленской области